# Loïc Mbe Soh
Pour les articles homonymes, voir Soh.
Loïc Mbe Soh, né le 13 juin 2001 à Bonaléa au Cameroun, est un footballeur international franco-camerounais, évoluant au poste de défenseur central au Beerschot VA.

## Biographie

### Jeunesse et formation
Loïc Mbe Soh nait à Souza Gare au Cameroun et arrive en France quelques années plus tard. À l'âge de 8 ans il rejoint la JS Pontoisienne ou il découvre le football au poste d'attaquant. En 2012, il signe au SF Courbevoie où il rencontre notamment Arthur Zagre. Ensemble ils rejoignent le centre de formation du Paris Saint-Germain l'année suivante.
Repositionné en défense et régulièrement surclassé, il gagne rapidement le surnom d'« O Monstro 2.0 » en référence au capitaine parisien Thiago Silva. Lors de la saison 2016-2017 il remporte le championnat National U17. L'année suivante il évolue avec l'équipe U19 et participe notamment à la Youth League tout en faisant en parallèle ses débuts avec l'équipe réserve en National 2 à peine 16 ans.

### Paris Saint-Germain (2018-2020)
En juillet 2018, il signe un contrat de trois ans avec le Paris Saint-Germain. Il fait partie du groupe de jeunes joueurs appelés par le nouveau coach Thomas Tuchel pour la pré-saison 2018-2019 en raison de l'absence des professionnels présents à la Coupe du monde 2018. Le 11 juillet, il participe à son premier match avec l'équipe A lors d'une rencontre amicale face à Sainte-Geneviève Sports. Il prend ensuite part à la tournée du club à Singapour dans le cadre de l'International Champions Cup et participe à tous les matchs. Il n'est cependant pas retenu dans le groupe pour participer au Trophée des champions 2018 face à l'AS Monaco.
Le 30 avril 2019, Arthur Zagre et lui sont présents dans le groupe pour affronter le Montpellier HSC afin de combler certaines absences. C'est à nouveau le cas quelques jours plus tard face à l'OGC Nice. Le 11 mai 2019, il est finalement titularisé en défense centrale aux côtés de Marquinhos, pour une victoire 1-2 à l'extérieur face au SCO d'Angers en Ligue 1. Âgé de 17 ans et 10 mois, il est le plus jeune parisien à avoir été titularisé en championnat depuis Adrien Rabiot en 2012.

### Nottingham Forest FC (depuis 2020)
Le 11 septembre 2020, il signe a Nottingham Forest.
Le 20 janvier 2021, il marque son premier but à la 93e minute de jeu contre Middlesbrough, malgré son but, son équipe perd ce match 2-1

### En sélection
Loïc Mbe Soh débute en équipe de France des moins de 16 ans, le 27 septembre 2016 en match amical contre l'Écosse où il est nommé capitaine (victoire 4-0). Avec les moins de 17 ans, il inscrit un but contre le Kazakhstan le 19 octobre 2017 (victoire 5-0). Depuis le 12 octobre 2018, il évolue au sein de l'équipe de France des moins de 18 ans.

## Style de jeu
Formé au poste d'attaquant, il évolue désormais au poste de défenseur en précisant : « Je suis un attaquant à la base. Même si je joue en défense, j'aime bien marquer des buts, faire trembler les filets ». Patrick Gonfalone le décrit comme « super costaud » physiquement, « bon techniquement » et « très à l'aise tactiquement ».

## Statistiques
| Saison                | Club                  | Championnat           | Championnat | Championnat | Coupe nationale | Coupe nationale | Coupe de la Ligue | Coupe de la Ligue | Supercoupe | Supercoupe | Compétition(s) continentale(s) | Compétition(s) continentale(s) | Compétition(s) continentale(s) | Total | Total |
| Saison                | Club                  | Division              | M.          | B.          | M.              | B.              | M.                | B.                | M.         | B.         | Comp.                          | M.                             | B.                             | M.    | B.    |
| 2018-2019             | Paris SG              | Ligue 1               | 2           | 0           | -               | -               | 0                 | 0                 | 0          | 0          | C1                             | 0                              | 0                              | 2     | 0     |
| 2019-2020             | Paris SG              | Ligue 1               | 1           | 0           | -               | -               | 0                 | 0                 | -          | -          | C1                             | -                              | -                              | 1     | 0     |
| Sous-total            | Sous-total            | Sous-total            | 3           | 0           | -               | -               | 0                 | 0                 | 0          | 0          | -                              | 0                              | 0                              | 3     | 0     |
| 2020-2021             | Nottingham Forest     | Championship          | 7           | 1           | -               | -               | -                 | -                 | -          | -          | -                              | -                              | -                              | 7     | 1     |
| 2021-2022             | Nottingham Forest     | Championship          | 2           | 0           | -               | -               | -                 | -                 | -          | -          | -                              | -                              | -                              | 2     | 0     |
| 2022-2023             | Nottingham Forest     | Premier League        | -           | -           | -               | -               | 2                 | 0                 | -          | -          | -                              | -                              | -                              | 2     | 0     |
| Sous-total            | Sous-total            | Sous-total            | 9           | 1           | -               | -               | 2                 | 0                 | 0          | 0          | -                              | 0                              | 0                              | 11    | 1     |
| 2022-2023             | EA Guingamp (prêt)    | Ligue 2               | 14          | 1           | -               | -               | -                 | -                 | -          | -          | -                              | -                              | -                              | 14    | 1     |
| Sous-total            | Sous-total            | Sous-total            | 14          | 1           | -               | -               | 2                 | 0                 | 0          | 0          | -                              | 0                              | 0                              | 16    | 1     |
| 2023-2024             | Almere City (prêt)    | Eredivisie            | 12          | 1           | 2               | 0               | -                 | -                 | -          | -          | -                              | -                              | -                              | 14    | 1     |
| Total sur la carrière | Total sur la carrière | Total sur la carrière | 38          | 3           | 2               | 0               | 2                 | 0                 | 0          | 0          | -                              | 0                              | 0                              | 42    | 3     |

## Palmarès

### En club
|  |  | Paris Saint-Germain - Ligue 1 : - Champion : 2019 et 2020 - Trophée des champions : - Champion : 2020 - Coupe de France : - Champion : 2019-2020 - Coupe de la Ligue : - Champion : 2019-2020 |